# Завоевание Египта государством Сасанидов
Завоевание Египта государством Сасанидов — вторжение в 618—621 годах в византийский Египет армии Сасанидской империи.

## Предыстория
В 602 году император Маврикий с сыновьями был убит, на престол империи ромеев взошёл Фока. Спустя некоторое время ко двору персидского шаха явился некий юноша и заявил, что он — Феодосий, старший сын Маврикия. Хосров II Парвиз объявил траур по императору Маврикию, которого считал своим другом и союзником, направил в Константинополь «бесчестные грамоты», короновал человека, назвавшего себя Феодосием, и под предлогом отмщения за убийство «своего благодетеля» двинул армию на Византию. В первые годы войны персы наносили византийским войскам поражение за поражением. К 607 году персы захватили Феодосиополь и Дару, практически полностью овладели Сирией и Арменией.
В 610 году в Византийской империи произошёл переворот и к власти пришёл сын экзарха византийской Северной Африки Ираклий I. Он пытался примириться с Хосровом, однако тот отказался от мира, мотивируя это тем, что возвёл на ромейский престол Феодосия, сына Маврикия, а Ираклий — самозванец.
К 613 году персы захватили Сирию и восточное побережье Средиземного моря. 15 апреля 614 года началась осада Иерусалима и через 20 дней город пал.

## История

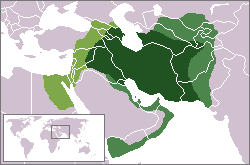
Сасанидская империя к 620 году (выделена разными оттенками зелёного)

В 616 (618?) году армия под командованием Фаррухана Шахрвараза вторглась в Египет, провинцию, на территории которой военные действия не велись в течение трёх с половиной столетий. Многочисленные монофизиты, жившие в Египте и репрессированные после Халкидонского собора 451 года, не имели никакого желания оказывать помощь имперским войскам, поэтому они охотно поддержали Хосрова. При этом, однако, они не стали оказывать сопротивления византийцам после разгрома персов, так как многим из них не нравилась персидская оккупация.
Полководец Никита организовал сопротивление персидским захватчикам в Александрии. После осады, длившейся целый год, Александрия пала (предположительно, из-за предательства одного горожанина, рассказавшего персам об осушенном канале, при помощи которого им удалось проникнуть в город). По другой версии, персы вошли в город вместе с возвращавшимися туда рыбаками. Никита бежал на Кипр вместе с патриархом Иоанном V Милостивым, своим главным сторонником в Египте. Судьба Никиты неизвестна, так как упоминания о нём исчезают после взятия Александрии, но Ираклий, по-видимому, лишился доверенного военачальника. Падение Александрии, столицы византийского Египта, ознаменовало собой первый и самый важный этап в кампании Сасанидов в этой провинции. Персы овладели Дельтой Нила. Огромные богатства, которые византийцы пытались эвакуировать из Александрии морем, достались захватчикам из-за сильного шторма, прибившего флот к побережью.

## Последствия
Потеря Египта нанесла серьёзный удар по экономике Византии — бо́льшая часть зерна доставлялась в столицу из Египта, таким образом, империя лишилась главной житницы. В связи с этим бесплатная раздача зерна в Константинополе (ранее в Риме также производились раздачи зерна) была отменена в 618 году.
После завоевания Египта Хосров послал Ираклию письмо следующего содержания:
Любимый богами господин и царь всей земли, рождённый великим Ормиздом, Хосров — Ираклию, бессмысленному и негодному рабу нашему. Не желая отправлять службу рабскую, ты называешь себя господином и царём; ты расточаешь сокровища мои, находящиеся у тебя, и подкупаешь рабов моих. Собрав разбойничьи войска, ты не даёшь мне покоя. Разве я не истребил греков? Ты говоришь, что ты уповаешь на своего Бога. Почему Он не спас Кесарии, Иерусалима и великой Александрии от рук моих? Неужели ты и теперь не знаешь, что я подчинил себе море и сушу; разве я теперь [не могу] разрушить Константинополь, но я отпускаю тебе все твои преступления. Возьми жену свою и детей и приди сюда; я дам тебе поля, сады и оливковые деревья, которыми ты можешь жить, и мы с любовью будем смотреть на тебя. Да не обманет вас тщетная ваша надежда — Христос, который не мог спасти себя от евреев, которые убили его на кресте. Как же он избавит тебя из рук моих? Если ты сойдёшь в бездны моря, я протяну руку и схвачу тебя, и тогда увидишь меня, каким бы ты не желал видеть.
Завоёванной страной управлял наместник, имевший титул карфраман-идар («управляющий двором»). Помимо того, что он был губернатором Египта, он также был сборщиком налогов в провинции и, скорее всего, проживал в Файюмe. В среднеперсидских текстах Египет был известен как Агиптус.